# 명령형
명령형이란 일본어의 용언에서 활용형 중 하나이다. 일본어의 동사나 형용사등은 어형변화를 일으키지만, 활용형이란, 학교문법에 있어서 어형변화후의 어형을 6개로 분류한 것이고, 명령형은 그 중 하나로 6번째에 위치한다.

## 정의
명령형은 청자에 대하는 명령이나 지시를 하는 뜻으로 문말에 단언할 때에 사용되는 어형이다.  토조 기몬의 《일본어 설약도》(일본어: 和語說略圖) (1833년)에 있어서는 희구어로 되어있지만, 타나카 요시카도 《소학교 일본 문전》(일본어: 小學日本文典)(1874년)에서 명령형으로 되었다.
4단동사・ナ변동사 · ラ변동사에서는 이연형과 같고, エ단음으로 되고, 1단동사 · 2단동사에서는 イ단음 혹은 エ단음+“よ(ろ)”가 된다. 한편, 형용사 · 형용동사에서는 “かれ” “なれ”로 되지만, 현대구어에서는 “大きくなれ” “靜かにしろ”와 같이 다른 동사와 함께 사용되기 때문에 명령형은 위치되지 않는다.
| 분류     | 문어         | 문어     | 문어         | 문어      | 구어         | 구어   | 구어          | 구어      | 구어 |
| 품사     | 활용의 종류  | 어형     | 어형         | 예시      | 활용의 종류  | 어형   | 어형          | 예시      |      |
| 동사     | 4단활용      | 書く     | かけ         | -e        | 5단활용      | 書く   | かけ          | -e        |      |
| 동사     | ラ행변격활용 | あり     | あれ         | -e        | 5단활용      | 書く   | かけ          | -e        |      |
| 동사     | ナ행변격활용 | 死ぬ     | しね         | -e        | 5단활용      | 書く   | かけ          | -e        |      |
| 동사     | 하1단활용    | 蹴る     | けよ         | -eよ      | 5단활용      | 書く   | かけ          | -e        |      |
| 동사     | 하2단활용    | 受く     | うけよ       | -eよ      | 하1단활용    | 受ける | うけろ うけよ | -eろ -eよ |      |
| 동사     | 상1단활용    | 着る     | きよ         | -iよ      | 상1단활용    | 起きる | おきろ おきよ | -iろ -iよ |      |
| 동사     | 상2단활용    | 起く     | おきよ       | -iよ      | 상1단활용    | 起きる | おきろ おきよ | -iろ -iよ |      |
| 동사     | カ행변격활용 | 來       | こ （こよ）  | -o (-oよ) | カ행변격활용 | 來る   | こい          | -oい      |      |
| 동사     | サ행변격활용 | す       | せよ         | -eよ      | サ행변격활용 | する   | しろ せよ     | -iろ -eよ |      |
| 형용사   | ク활용       | なし     | なかれ       | かれ      |              |        |               |           |      |
| 형용사   | シク활용     | 美し     | うつくしかれ | しかれ    |              |        |               |           |      |
| 형용동사 | ナリ활용     | 靜かなり | しずかなれ   | なれ      |              |        |               |           |      |
| 형용동사 | タリ활용     | 堂々たり | どうどうたれ | たれ      |              |        |               |           |      |

## 문제점
명령형에서 문제가 되는 것은 1단활용・2단활용・カ변・サ변의 「よ（ろ）」이고, 이것을 조사에 분류하고 제외하면 이것들은 미연형과 같은 어형이다.

## 언어학에서 본 명령형
형태론에서 단어의 변화하지 읺는 부분은 어간이라고 부르고, 거기에 함께함으로써 어형 변화를 가져줌과 같이 문법 의미의 표현을 어미라고 부른다. 이것에 의하면 일본어의 동사는 자음어간동사와 모음어간동사로 나뉜다. 자음어간동사는 4단동사・ラ변동사・ナ변동사를 말하고, 로마자 분석과 변화하지 어간 부분은 자음으로 끝나 있다.  한편, 모음어간동사는 1단동사・2단동사이다.  문어에서 어간모음은 모음변환을 일으키고 2가지 어형을 갖고 있지만, 현대구어에서는 모음변환은 일어나지 않는 어간은 일정이다.
이렇게 보면, 명령형이란, 자음어간동사（4단동사・ラ변동사・ナ변동사）에서는 모음/e/에서 만들어진 어미-e가 어간자음에 붙는 것에 의해서 만들어진 어형이라고 할 수 있다.  한편, 모음어간동사에서는 -yo/-ro라는 다른 어미가 두 가지 어형을 갖고 있지만, 붙여진 것이다.  또한 이 「よ/ろ」는 각각 거의 서/동일본의 방언형이고, 동국의 「ろ」는 만요슈의 시대부터 있었던 것이 알려지고 있다.
또 형용사・형용동사에서 カリ활용이나 ナリ활용이라고 말해지는 활용을 가지지만, 이것은 어간과 어미와의 사이에서 -ar-（あり）들어간 것을 말하고 있다.  「あり」는 단체에서는 존재를 가리키는 단어지만, 어미로서 사용되면, 지정・조정의 문법기능을 이루고 있다. 따라서 그 활용도 자음어간동사「あり」에 따라서 -e에 의해서 명령형이 만들어지다.

## 같이 보기
- 활용